# Conteville, Calvados

Conteville este o comună în departamentul Calvados, Franța. În 1 ianuarie 2018 avea o populație de 92 de locuitori.